# Dynamic-link library
Inom programvaruteknik är Dynamic-link library (DLL) Microsofts implementering av delade programbibliotek, det vill säga en fil som innehåller programfunktioner som kan delas mellan olika program för att tjäna ett visst syfte. DLL-er används främst i operativsystemen Microsoft Windows och OS/2 och kan innehålla programkod, data eller resurser som ikoner, bilder, ljud.
DLL-filer var från början avsedda för att spara diskutrymme och minnesanvändning för program som bägge behövde samma resurser. Det var DLL-filer som tillät att tidiga Windowsversioner kördes på mycket begränsade minnesresurser.

## Systemfilsgranskaren
SFC (System file checker) hittar och återställer korrupta eller saknade DLL-filer i Windows. Original av systemfiler är sparade i mappen Dllcache (System32/Dllcache) och någon skiva med Windows behövs sällan.
Sfc.exe startas genom att skriva följande kommando i Kommandotolken
```
sfc /scannow
```

## DLL hell
Det finns problem kring dll-filer. Ett program kan exempelvis radera en dll-fil som ett annat program behöver och på så sätt göra detta obrukbart. Det kan även hända att programvaruutvecklare glömmer att skicka med rätt dll-filer när programmet distribueras. Det brukar med datorjargong kallas DLL hell (DLL-helvete).